# Yasmina Alcaraz Moreno
Yasmina Alcaraz Moreno (Castelló d'Empúries, 7 de juny de 1989) és una àrbitra de bàsquet catalana. Dirigeix partits de la Lliga ACB, així com trobades de Bàsquet 3x3 i partits de seleccions de la FIBA. Pertany al Comitè d'Àrbitres de Catalunya.
Va començar amb 14 anys a arbitrar. Com que també era jugadora i a Catalunya fins a certa categoria no és compatible dedicar-se les dues modalitats va decidir seguir jugant. Quan va començar la carrera de Ciències de l'Activitat Física i de l'Esport va deixar de jugar i va començar al Comitè arbitral a Girona. El 2014 va ser ascendida al grup 2 de la FEB com a àrbitra de la Lliga EBA i Lliga Femenina 2. El 2017 va aconseguir arribar a la categoria absoluta de la FEB, és a dir, Lliga LEB Or i Plata i Lliga Femenina. D'altra banda, també el 2017 va obtenir la llicència federativa com a àrbitre internacional de Bàsquet 3x3.
Va dirigir la final de la Copa de la Reina de Bàsquet el 2018 i el 2019, ambdues entre Spar Citylift Girona i Perfumeries Avinguda, les victòries de les quals van ser els dos casos per al segon equip. L'estiu del 2018 va dirigir partits de Bàsquet 3x3 dels Jocs Mediterranis, on va arbitrar el partit per la medalla de bronze femenina entre Portugal i Sèrbia (21–20).
Va formar part del primer equip arbitral format íntegrament per tres dones que van dirigir un partit de LEB Or. Al costat de Paula Lema i Elena Espiau, el 18 de desembre de 2018 en un partit entre Carramimbre CBC Valladolid i Tau Castelló (70–56).
El setembre de 2019, es va fer oficial el seu ascens a la Lliga ACB, sent així la quarta dona de la història a dirigir partits en la categoria, sent per primera vegada la temporada 2019-20 la primera amb dues dones àrbitres en actiu. Aquest mateix any li va ser atorgada la llicència blanca de la FIBA, per poder dirigir partits de seleccions a nivell internacional. El 2013 va rebre l'ajuntament de Castelló d'Empúries li va donar un premi en un acte de reconeixement de mèrits esportius.

## Temporades
| Categoria        | País    | Any         |
| ---------------- | ------- | ----------- |
| Categories basis | Espanya | 2004 - 2014 |
| Lliga EBA i LF2  | Espanya | 2014 - 2017 |
| Lliga LEB i LF1  | Espanya | 2017 - 2019 |
| Lliga ACB        | Espanya | 2019 -      |